# Sept lances de Shizugatake
Les sept lances de Shizugatake (賤ヶ岳の七本槍, Shizugatake no shichi-hon-yari) sont des gardes du corps à cheval de Toyotomi Hideyoshi à la bataille de Shizugatake en 1583. Au moment décisif de la bataille, Hideyoshi leur ordonne de quitter leur position et de charger l'armée adverse de Katsuie Shibata. Après la prise de contrôle du Japon par Hideyoshi, plusieurs d'entre eux sont promus daimyōs.
Les « sept lances de Shizugatake » sont les samouraïs suivants :
- Fukushima Masanori (1561-1624)
- Hirano Nagayasu (1559-1628)
- Kasuya Takenori (1562-1607)
- Katagiri Katsumoto (1556-1615)
- Katō Kiyomasa (1562-1611)
- Katō Yoshiaki (1563-1631)
- Wakizaka Yasuharu (1554-1626)

Fukushima, Katō Kiyomasa et Katō Yoshiaki reçoivent d'importantes rétributions de la part de Hideyoshi, 240 000 koku dans la province d'Owari, 195 000 koku dans la province de Higo et 100 000 koku dans la province d'Iyo, respectivement. Les autres restent de simples obligés de quelques milliers de koku.
À la bataille de Sekigahara et au siège d'Osaka, tous trahissent Toyotomi Hideyori, le fils de Hideyoshi, et prennent le parti de Tokugawa Ieyasu. Après la fondation du shogunat Tokugawa, eux-mêmes ou leurs successeurs sont évincés de leurs territoires, à l'exception de Hirano.